# فین‌تک
فین‌تک یا فناوری مالی به معنای کاربرد نوآورانه فناوری در ارائه خدمات مالی است. فین‌تک معادل Financial technology یا FinTech صنعتی در فضای اقتصادی است و به کمپانی‌هایی اشاره دارد که با کاربرد تکنولوژی تلاش می‌کنند خدمات مالی را کارآمدتر کنند. شرکت‌های فعال در زمینه فناوری‌های مالی عموماً استارتاپ‌هایی هستند که تلاش می‌کنند خودشان را در سیستم‌های مالی جا بیندازند و شرکت‌های سنتی را به چالش بکشند. مرکز ملی تحقیقات دیجیتال (National Digital Research Centre) در دوبلین ایرلند فین‌تک را این‌گونه تعریف می‌کند: نوآوری در خدمات مالی؛ این عنوان برای نامیدن گستره وسیعی از اپلیکیشن‌های فناورانه به کار می‌رود که در بخش زیادی از ابتدا تا انتهای زنجیره ارزش محصولات مصرفی کاربرد دارند؛ همین‌طور تازه‌واردانی که بازیگران فعلی را به رقابت فراخوانده‌اند و نیز برای نامیدن پارادایم‌های جدیدی مانند بیت‌کوین استفاده می‌شود.
به طور گسترده، اصطلاح تکنولوژی مالی می‌تواند به هر نوآوری در مورد نحوه تعامل مردم با کسب و کار، از اختراع پول دیجیتال تا حسابداری دوگانه، اعمال شود. به دلیل انقلاب اینترنت و همچنین انقلاب اینترنت تلفن همراه و تلفن هوشمند، تکنولوژی مالی به‌صورت شدیدی رشد یافته است و فین تک، که در ابتدا به تکنولوژی رایانه‌ی مربوط به پشت صحنه‌ی بانک‌ها یا شرکت‌های تجاری اشاره می‌کرد، در حال حاضر انواع مختلفی از مداخلات تکنولوژیکی را به اموال شخصی و تجاری توصیف می‌کند.
فین تک در حال حاضر انواع فعالیت‌های مالی مانند انتقال پول، تخصیص چک با گوشی‌های هوشمند، کنار گذاشتن یک شعبه بانک برای درخواست اعتبار، جمع‌آوری پول برای راه اندازی کسب و کار یا مدیریت سرمایه گذاری ها را بدون کمک هیچ شخص دیگری، توصیف می‌کند. فین تک طراحی شده است که با چابکی بیشتر، خدمت‌دهی به بخش‌های مختلف و خدمات بهتر و سریع‌تر؛ تهدید و چالشی برای خدمات سنتی باشد و درنهایت این خدمات را درون خودش غرق کند.
فین تک در ابتدا به‌عنوان فناوری مورداستفاده در سیستم‌های سمت سرور (back-end) بانک‌ها و مؤسسات مالی معرفی شد؛ با این وجود، تعریف فین تک با گذر زمان تغییر کرده است. امروزه فین تک برنامه‌های کاربردی مشتری‌مدار متعددی را در بر می‌گیرد. در آینده‌ای نزدیک، این فناوری امکان مبادله سهام، مدیریت سرمایه و پرداخت حق بیمه و هزینهٔ غذا را برای افراد فراهم می‌کند.

## اهداف فین‌تک
ایجاد تحول در صنعت مالی و بانکداری و شکل‌دهی دوباره به آن با رعایت ۳ اصل اساسی زیر:
- کاهش هزینه‌ها (در عین حفظ کیفیت و افزایش سرویس‌های مالی)
- حذف بروکراسی‌ها و شکستن محدودیت‌های زمانی و جغرافیایی
- توانایی هوشمندانه در ارزیابی خطرها و ریسک‌های احتمالی

## استفاده کنندگان فین‌تک
فین‌تک می‌تواند هم به کسب و کارها خدمات ارائه کند هم به افراد. استفاده کنندهٔ اصلی فین‌تک، کسب و کارهای کوچک هستند. یعنی بنگاه‌هایی که غالباً تازه تأسیس هستند و باید هم هزینه‌های مالی خود را پایین نگه دارند و هم سریع حرکت کنند، مثل فروشگاه‌های الکترونیکی کوچک. اما فین‌تک برای مصرف‌کنندگان نهایی، کسب و کارهای بزرگ و حتی ارتباط بین کسب و کارها با هم (B2B) هم کاربرد دارد.

## سرمایه‌گذاری در فین‌تک
مطابق آمارهای accenture سرمایه‌گذاری در فین‌تک که در سال ۲۰۰۸ حدود ۹۳۰ میلیون دلار بوده ۱۲ برابر شده و در سال ۲۰۱۴ به بیش از ۱۲ میلیارد دلار رسیده است. آن‌گونه که شهرداری لندن می‌گوید صنعت نوپای فناوری‌های مالی در سال‌های گذشته شاهد رشد سریعی بوده‌است. چهل درصد از نیروی کار شهر لندن در بخش‌های خدمات مالی و فناوری کار می‌کنند. برخی از شرکت‌های شناخته شده فین‌تک مانند Funding Circle، Nutmeg و TransferWise در لندن فعالیت می‌کنند. در ایالات متحده آمریکا نیز استارتاپ‌های فین‌تک متعددی مانند Affirm، Betterment، IEX، Fundera، Behalf، Lending Club، Money.net، Square، Stripe، SoFi، Robinhood، Plaid و Wealthfront فعالیت می‌کنند.
در اروپا حدود ۱.۵ میلیارد دلار در شرکت‌های فین‌تک در سال ۲۰۱۴ سرمایه‌گذاری شده‌است که سهم شرکت‌های حاضر در لندن ۵۳۹ میلیون دلار، آمستردام ۳۰۶ میلیون دلار و استکهلم ۲۶۶ میلیون دلار بوده‌است. بعد از لندن، استکهلم دومین شهر اروپا است که بیشترین سرمایه‌ها را در ۱۰ سال گذشته جذب کرده‌است. معاملات اروپایی‌ها در فین‌تک در ۵ فصل متوالی روبه افزایش بوده‌است و از ۳۷ مورد در فصل چهارم ۲۰۱۵ به ۴۷ مورد در فصل اول ۲۰۱۶ رسیده است.
در آسیا و اقیانوسیه، هاب جدیدی برای فناوری‌های مالی در استرالیا از آوریل ۲۰۱۵ شروع به فعالیت کرده‌است. در حال حاضر بازیگران قوی در صنعت فین‌تک مانند Tyro Payments، QuietGrowth و Stockspot فعالیت می‌کنند و هاب جدید شتاب رشد در این منطقه را بیشتر خواهد کرد. یک آزمایشگاه نوآوری در فناوری‌های مالی (financial technology innovation lab) نیز در هنگ‌کنگ راه‌اندازی شده‌است که روند نوآوری در خدمات مالی به کمک فناوری را تقویت خواهد کرد. کمپانی قابل ذکر دیگر VMoney در است که در فیلیپین فعالیت می‌کند.

## مثال‌هایی از فین‌تک
فین‌تک فقط شامل استارتاپ‌ها و شرکت‌های کوچک و تازه تأسیس نمی‌شود. شرکت‌های بزرگی همچون پی‌پل از پایه گذاران فین‌تک محسوب می‌شوند. زیرا در زمان خود، خدمتی ارائه کرد که نوآورانه بود، فناوارنه بود و در زمینه مالی بود. اما در حال حاضر، اکثر شرکت‌های فعال در فین‌تک، شرکت‌های کوچک و متوسط هستند. اکثر این شرکت‌ها به دنبال ارتباط دادن فرد به فرد یا نقطه به نقطهٔ افراد و کسب و کارها هستند. به شکلی که افراد و کسب و کارها با واسطه و هزینه کمتری برای دریافت و پرداخت به هم متصل شوند. کسب‌وکارهای فین‌تک در ۹ دسته‌بندی کلی قرار می‌گیرند.
1. پرداخت
2. پول و ارزهای رمزنگاری شده مانند بیت‌کوین و سیستم های مبتنی بر بلاکچین
3. لندتک یا خدمات قرض و وام
4. ولث‌تک یا کسب‌وکارهای فناوری مربوط به بورس و سرمایه‌گذاری
5. مدیریت مالی شخصی
6. انتقال بین‌المللی پول یا رمیتنس‌ها
7. بانکداری روزمره و بانک‌های بدون شعبه
8. اینشورتک یا کسب‌وکارهای فناوری بیمه
9. رگ‌تک یا کسب‌وکارهای مربوط به قانون‌گذاری
10. ربات های ترید و اکسپرت ها

## فین‌تک در ایران
در ایران نیز در تمامی زیرشاخه‌های فین‌تک مانند، پرداخت، ارزهای رمزنگاری شده، بیمه، تأمین مالی جمعی و ... استارتاپ‌های شاخصی فعالیت می‌کنند. مهم‌ترین چالشی که فین‌تکی‌ها در ایران با آن روبرو هستند رگولاتوری و قانون‌گذاری است. تعدادی از استارتاپ‌های شاخص فین‌تکی نیز به دلیل همین مشکلات در سال ۱۳۹۶ به یکباره توسط دادستانی به دلیل ناشناخته بودن بستر فعالیتشان و سکوت قانون فیلتر شدند که پس از پیگیری این کسب و کارها مجدداً رفع فیلتر شدند. بانک مرکزی ایران در اولین موضع‌گیری خود در شهریور ۹۵ نسبت به فین‌تک‌های پرداختی، اعلام کرد که فعالیت‌ها ایجاد ارزش می‌کند. در نهایت ضوابط فعالیت فین‌تک‌های پرداختی با نام پرداخت یاران در مهر ۹۶ توسط بانک مرکزی جمهوری اسلامی ایران منتشر شد.
ایجاد مراکز نوآوری و شتابدهنده‌ها از دیگر امور حوزه فینتک است. می‌توان گفت در این بخش هم‌آوا و شرکت خدمات انفورماتیک با همکاری یک‌دیگر نوآوری آی‌فینک را در محل کارخانه نوآوری آزادی راه‌اندازی کرده‌اند. فعالیت اصلی این مرکز اجرای برنامه‌های شناسایی، شکل‌دهی و شتابدهی استارتاپهای فینتکی است که راه‌حل‌های نوآورانه و فناورانه را برای حل مسائل جامعه و همسو با روندهای فناوری ارائه می‌کنند.  پارس دریک برندی ثبت شده است که دراین زمینه فعال است و قراردادی هوشمند را توسعه داده است که میتواند جایگزین lc شده و مشکل تجار را حل کند.